# Гринь, Андрей Анатольевич
Андрей Анатольевич Гринь (род. 27 декабря 1969 года) — российский учёный-нейрохирург, член-корреспондент РАН (2022).

## Биография
Родился 27 декабря 1969 года в г. Запорожье.
С 1988 по 1989 годы — служил в армии.
В 1994 году — окончил Московскую медицинскую Академию имени И. М. Сеченова, специальность врачебное дело.
С 1994 по 1996 годы — учился в клинической ординатуре по нейрохирургии в НИИ скорой помощи имени Н. В. Склифосовского, после окончания ординатуры с 1996 года по 2000 годы — работал в ГКБ № 36 врачом нейрохирургом.
С 1992 по 1996 годы — работал в нейрохирургическом отделении ГКБ № 67 Москвы: фельдшер, а с 1994 года — врач.
В мае 1997 году — поступил в заочную аспирантуру по нейрохирургии в НИИ скорой помощи имени Н. В. Склифосовского и в 1999 году досрочно защитил диссертацию по проблеме лечения больных с тяжелой черепно-мозговой травмой.
С декабря 1999 года — работает в НИИ скорой помощи имени Н. В. Склифосовского на должности научного сотрудника, а с марта 2001 года — старшего научного сотрудника отделения неотложной нейрохирургии.
В 2008 году — защитил докторскую диссертацию, тема: «Хирургическое лечение больных с повреждением позвоночника и спинного мозга при сочетанной травме» и переведен на должность ведущего научного сотрудника.
С 2010 года — занимает должность главного внештатного специалиста-нейрохирурга Департамента здравоохранения города Москвы.
Главный внештатный специалист-нейрохирург, заведующий научным отделением неотложной нейрохирургии НИИ скорой помощи имени Н. В. Склифосовского.
В 2022 году — избран членом-корреспондентом РАН от Отделения медицинских наук.

## Научная деятельность
С момента прихода в НИИ СП им. Н. В. Склифосовского занимается проблемами лечения больных с острой травмой позвоночника и спинного мозга, черепно-мозговой травмой, сочетанными повреждениями позвоночника.
Первым в России внедрил эндоскопические операции на позвоночнике при его травме, провел ряд сложнейших операций у больных с сочетанной травмой при многоуровневых и множественных переломах позвоночника.
С 2003 по 2022 год — преподавал на кафедре нейрохирургии и нейрореанимации МГМСУ, занимая должность профессора.
С 2022 года — профессор кафедры фундаментальной нейрохирургии ФДПО Российского национального исследовательского медицинского университета имени Н. И. Пирогова.
Неоднократно оказывал хирургическую помощь пострадавшим в техногенных катастрофах (Трансваальпарк, пожары в РУДН и отделении сбербанка г. Владивосток, падение самолёта в Иркутске, авария самолёта во Внуково, авария в метро 2014 г и т. д.) и террористических актах (в аэропорту Домодедово, взрыв у метро «Рижская» и др).
Внедрил операции при травме и дегенеративных заболеваниях позвоночника, новые системы фиксации, современные методики оперативных вмешательств в НИИ скорой помощи имени Н. В. Склифосовского, в ряде больниц города Москвы и России, регулярно проводит мастер-классы для врачей нейрохирургов, на которых обучает современным хирургическим технологиям.
Является членом Московского общества нейрохирургов и членом Правления Ассоциации нейрохирургов России. Автор более 270 опубликованных научных работ, в том числе книг.
Под его руководством защищены 3 кандидатские диссертации.

## Награды
- Премия Правительства Российской Федерации в области науки и техники (в составе группы, за 2013 год) — за разработку и внедрение в клиническую практику комплекса методов минимально инвазивной нейрохирургии при заболеваниях и травмах спинного мозга и позвоночника[2]
- Национальная премия «Призвание» (в составе группы хирургов под руководством В. В. Крылова, за 2007 год) — в номинации «За проведение уникальной операции, спасшей жизнь человека»[3].